# ペテン師とサギ師/だまされてリビエラ
『ペテン師とサギ師/だまされてリビエラ』（ペテンしとサギし だまされてリビエラ、Dirty Rotten Scoundrels）は、1988年のアメリカ合衆国のコメディ映画。
大富豪の有閑夫人を相手に詐欺を働くベテラン詐欺師と、ちんけな若手詐欺師の詐欺合戦を描いたコメディ映画である本作は南フランスのリゾート地であるコート・ダジュール（リヴィエラ）が舞台で、デヴィッド・ニーヴンとマーロン・ブランドで1964年に製作された『寝室ものがたり』のリメイク作品でもある。監督はリメイク版『リトル・ショップ・オブ・ホラーズ』や『スター・ウォーズ』のヨーダの声などで知られるフランク・オズが務め、ベテランのイギリス人詐欺師をマイケル・ケイン、アメリカ人詐欺師をスティーヴ・マーティンが演じた。
2005年にはブロードウェイミュージカル『ペテン師と詐欺師』としてリメイクされている。

## あらすじ
ベテラン詐欺師のローレンス（マイケル・ケイン）は、紳士な見た目を武器にお金持ちのマダムを相手に詐欺を働くプロだった。その夜も正装してカジノ場へ赴き、アメリカから来たという有閑マダムを相手に自身はある国の王子だと嘘をついて、まんまと詐欺に成功する。
一仕事終え、列車で帰路に就くローレンス。すると突然彼の個室にフレディと名乗る男（スティーヴ・マーティン）が入って来た。ローレンスはそのすぐ前にフレディが食堂車で若い女性相手に安っぽい詐欺を働く所を目撃しており、フレディの行き先が自身の縄張りである南仏のコート・ダジュールであることを知ると、女たらしっぽいフレディの性格を利用して自分が降りる駅で下車しないように細工する。厄介者が消え去ったと胸をなでおろすのも束の間、翌日フレディがコート・ダジュールに現れた。人民共済資金の調達を口実に詐欺を働くフレディの存在に焦ったローレンスだったが、結局自分が詐欺師であることまでもフレディにバレてしまう。フレディの存在を邪魔に感じたローレンスは、たまたま居合わせたホテルにチェックインしようとしていたアメリカ人女性のジャネット（グレン・ヘドリー）を相手に自分とフレディのどちらが先に5万ドルを巻き上げるかで勝負して、フレディを追い出そうとする。

## 出演
※括弧内は日本語吹替キャスト（テレビ東京版）
- フレディ・ベンソン：スティーヴ・マーティン（安原義人）
- ローレンス・ジェイミーソン：マイケル・ケイン（中村正）
- ジャネット・コルゲイト：グレン・ヘドリー（沢海陽子）
- アンドレ警部：アントン・ロジャース
- ファニー・ユーバンクス：バーバラ・ハリス（小宮和枝）
- アーサー：イアン・マクダーミド
- リード夫人：ダナ・アイヴィ
- オクラホマから来た夫人：ミーガン・フェイ
- パームビーチから来た夫人：フランセス・コンロイ

※テレビ東京版初回放送：1999年7月20日『午後のロードショー』

## スタッフ
- 監督：フランク・オズ
- 脚本：デイル・ローナー、スタンリー・シャピロ、ポール・ヘニング
- 製作：バーナード・ウィリアムズ
- 撮影：ミヒャエル・バルハウス
- 編集：スティーヴン・A・ロッター